# Stora Havor

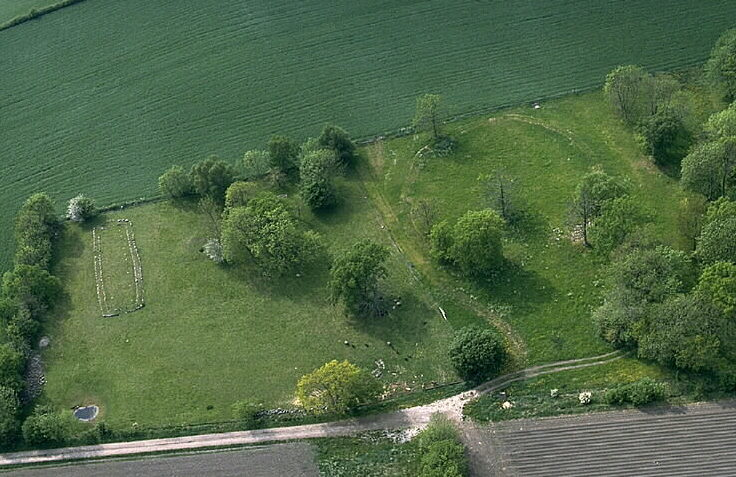
Burg rechts und Hausfundament links

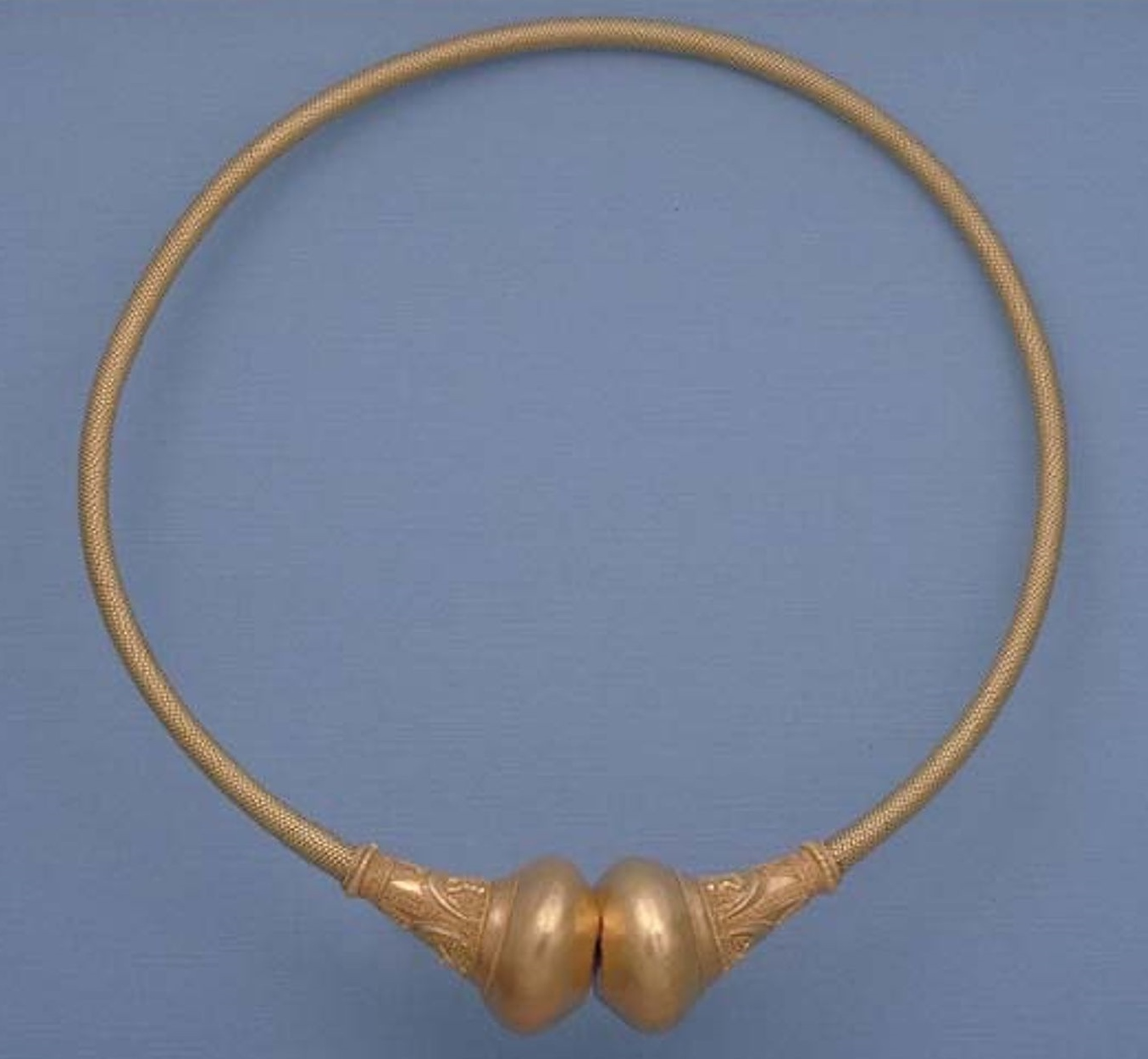
Kopie des Havorringes

Stora Havor ist eine urgeschichtliche Burganlage im Kirchspiel (schwedisch socken) Hablingbo auf der schwedischen Insel Gotland. Nordöstlich der Höfe von Stora Havor gibt es einen Komplex, der aus der Burg und vier großen Hausfundamenten besteht. Westlich dieser Anlagen unweit des trockengelegten Moors Mästermyr liegt ein großes, erst teilweise untersuchtes Feld mit etwa 370 Gräbern aus dem 1. Jahrhundert v. Chr. bis ca. 1000 n. Chr.

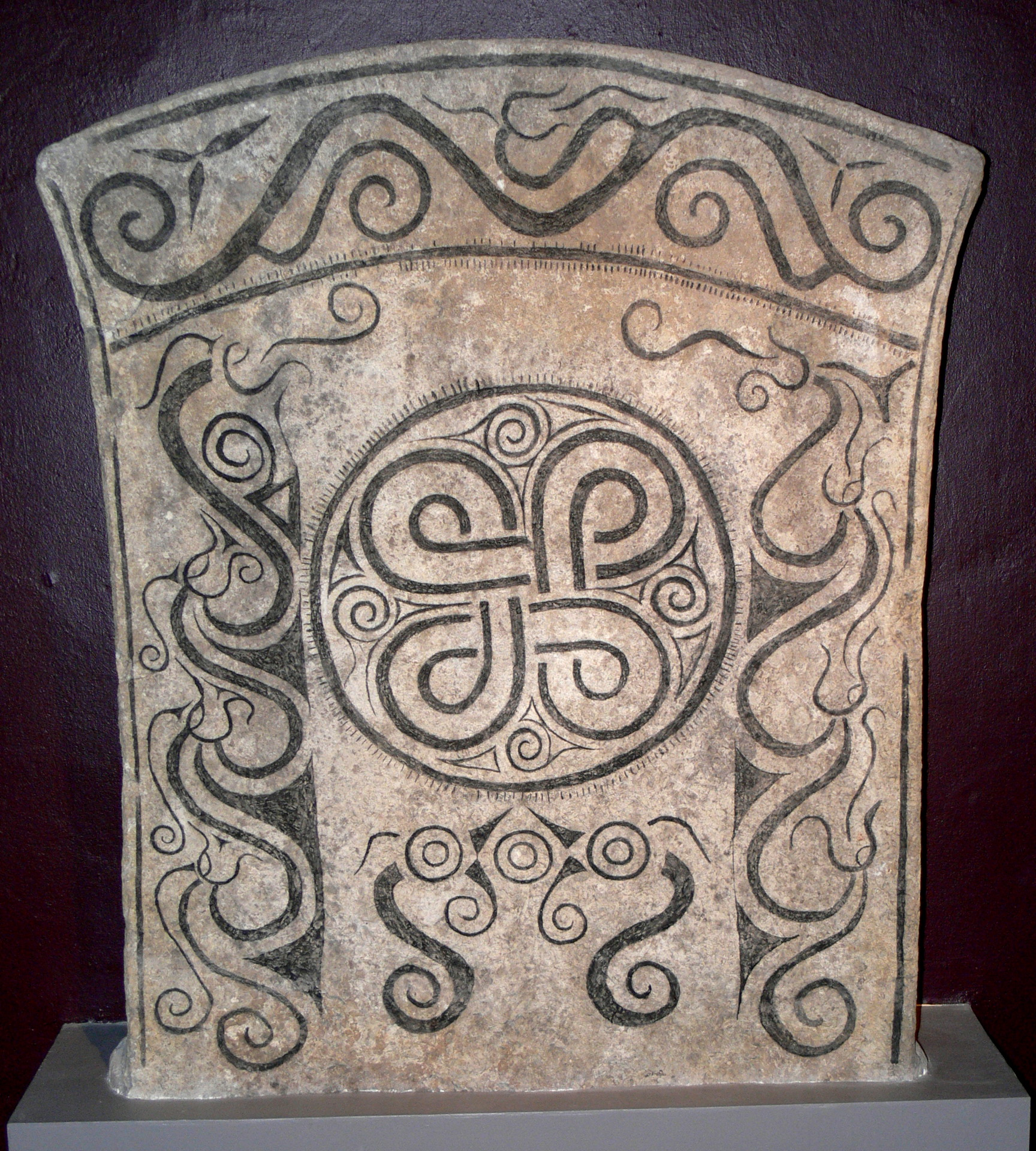
In Stora Havor gefundener Bildstein

Die eisenzeitliche Burg hat einen Durchmesser von etwa 52 Metern. Die umlaufende Steinmauer ist etwa zwei Meter breit, vor und hinter der Mauer lagen Erdwälle. Im Osten befand sich eine fünf Meter Breite Öffnung in Mauer und Wällen.
1961 begannen Untersuchungen der Burg und der Hausfundamente. Es stellte sich heraus, dass der Wall eine Schalenmauer bedeckt und dass ein zum größten Teil ausgefüllter Wallgraben um die Anlage führt. Nach den hauptsächlich aus Keramik bestehenden Funden und den C14-Analysen ist die Entstehung der Burg in die Zeit um die Zeitenwende zu datieren.
Hier wurde auch ein Bildstein gefunden, der als Deckstein einer wikingerzeitlichen Grabkiste fungierte. Die auf diesem Stein dargestellte vierfache Bandschlinge (Schleifenquadrat), das „⌘“, wird heute als Piktogramm für Plätze der Vorzeit in Dänemark und Skandinavien verwendet.
Auch der Hortfund von Havor ist von Bedeutung für die Datierung der Burg. Die Niederlegung dieses Schatzes könnte die Räumung dieser Anlage markieren. Mit Ausnahme eines Ringes waren die Gegenstände im 1. Jahrhundert n. Chr. in den römischen Gebieten angefertigt worden. Der Goldring könnte eine nordische Arbeit sein.
Das größere der Hausfundamente ist ungefähr 40 Meter lang und erreicht damit Ausmaße, wie sie in regionalen Zentren im dänischen Gudme und in Sorte Muld auf Bornholm im 3. und 4. Jahrhundert anzutreffen waren. Es ist jedoch kleiner als das gotländische Stavars hus.

## Schatzfund
Im Ringwall fanden Erik Nylén und Peter Manneke 1961 einen der merkwürdigsten Horte, die jemals in der nordischen Region gemacht wurden. Bei einem Stein der Inneren Burgmauer eine Hort, bestehend aus einem großen römischen Bronzegefäß mit vier römischen Weinschöpfern aus Bronze, einem Sieb und zwei Bronzeglocken. Der Fund enthielt auch einen großen Goldring der wahrscheinlich um die Geburt Christi gemacht wurde. Es war das beste Beispiel eines frühen, wahrscheinlich nordischen Goldschmiedes, der bisher gefunden wurde. Der Ring wurde seit 1986 gestohlen und ging verloren.

## Gräberfeld
750 Meter nordwestlich von Stora Havor liegt ein Gräberfeld von 800 mal 200 Metern. Es besteht aus etwa 370 antiken Überresten, darunter sechs Rösen, 34 Grabhügel, etwa 319 runden, acht ovalen und drei unregelmäßigen Steinsetzungen. Der größte Hügel hat 16,0 Meter im Durchmesser und ist 1,75 Meter hoch. Das größte Röse und die größte runde Steinsetzung einen Durchmesser von 15,0 Metern.
Schiffbau in Munkhagen
Östlich der Straße 142, wenige Kilometer südlich von Havor liegen die Schiffssetzungen von Munkhagen. Das eine Schiff ist 10,0 Meter lang und drei Meter breit. Die Stevensteine sind 1,2 Meter hoch. Das zweite Schiff ist 12,0 Meter lang und 3,5 Meter breit. Der südliche Heckstein ist 1,4 Meter hoch. In der Nähe befinden sich mehrere runde Steinsetzungen.